# A&E (canción)
«A&E» (abreviación de «Accident and Emergency», término utilizado en el Reino Unido para el servicio de urgencias de un hospital) es una canción realizada por el dúo británico de electrónica Goldfrapp. Fue lanzado el 11 de febrero de 2008 como primer sencillo de su cuarto álbum de estudio Seventh Tree.

## Video musical
El video fue dirigido por Dougal Wilson y estrenado el 12 de enero de 2008 en el Reino Unido.
En el mismo se ve a Alison Goldfrapp en medio de un bosque con un vestido largo y blanco, acostada en un claro, mirando a la cámara. Mientras ella canta, unos hombres cubiertos de hojas bailan a su alrededor. Luego, al caer la noche, Alison y estas criaturas del bosque se fusionan con los arbustos. Al finalizar el video, aparece Will Gregory tocando la guitarra y calentando el té fuera de su tienda.

## Listado de canciones
| Reino Unido – CD single #1 |                         |          |  |
| N.º                        | Título                  | Duración |  |
| 1.                         | «A&E»                   | 3:16     |  |
| 2.                         | «Clowns» (Super 8 Film) | 4:10     |  |

| Estados Unidos – Descarga digital |                                        |          |  |
| N.º                               | Título                                 | Duración |  |
| 1.                                | «A&E» (Single Version)                 | 3:18     |  |
| 2.                                | «A&E» (Maps Remix)                     | 5:35     |  |
| 3.                                | «A&E» (Maps Instrumental Mix)          | 5:34     |  |
| 4.                                | «A&E» (Gui Boratto Remix)              | 7:02     |  |
| 5.                                | «A&E» (Gui Boratto Dub)                | 7:20     |  |
| 6.                                | «A&E» (Hercules and Love Affair Remix) | 7:06     |  |

## Posicionamiento en listas
| \| Lista (2008) \| Mejor posición \| \| ------------------------------------------- \| -------------- \| \| Alemania (Media Control Charts)[6] \| 98 \| \| Australia (ARIA)[6] \| 85 \| \| Bélgica (Flandes) (Ultratop 50)[7] \| 38 \| \| Estados Unidos (Hot Dance Club Songs)[8] \| 22 \| \| Estados Unidos (Hot Dance Singles Sales)[8] \| 1 \| \| Estados Unidos (Hot Singles Sales)[8] \| 2 \| \| European Hot 100[8] \| 26 \| \| Irlanda (IRMA)[6] \| 33 \| \| Reino Unido (UK Singles Chart)[9] \| 10 \| |                |
| Lista (2008) | Mejor posición |
| Alemania (Media Control Charts) | 98             |
| Australia (ARIA) | 85             |
| Bélgica (Flandes) (Ultratop 50) | 38             |
| Estados Unidos (Hot Dance Club Songs) | 22             |
| Estados Unidos (Hot Dance Singles Sales) | 1              |
| Estados Unidos (Hot Singles Sales) | 2              |
| European Hot 100 | 26             |
| Irlanda (IRMA) | 33             |
| Reino Unido (UK Singles Chart) | 10             |

| Lista (2008)                             | Mejor posición |
| ---------------------------------------- | -------------- |
| Alemania (Media Control Charts)          | 98             |
| Australia (ARIA)                         | 85             |
| Bélgica (Flandes) (Ultratop 50)          | 38             |
| Estados Unidos (Hot Dance Club Songs)    | 22             |
| Estados Unidos (Hot Dance Singles Sales) | 1              |
| Estados Unidos (Hot Singles Sales)       | 2              |
| European Hot 100                         | 26             |
| Irlanda (IRMA)                           | 33             |
| Reino Unido (UK Singles Chart)           | 10             |

| País        | Listas (2008)    | Posición |
| ----------- | ---------------- | -------- |
| Reino Unido | UK Singles Chart | 157      |